# Ханкинсон, Тим
Ти́моти Ми́лледж Ха́нкинсон (англ. Timothy Milledge Hankinson; 18 февраля 1955 — 22 сентября 2022) — американский футбольный тренер.

## Биография
После окончания Университета Южной Каролины в 1979 году Ханкинсон начал карьеру тренера в футбольной команде Оглторпского университета. В дальнейшем возглавлял футбольные команды Алабамского сельскохозяйственно-механического университета и Университета Де Поля. В 1984 году тренировал любительский клуб «Атланта Дейтаграфик». В течение пяти сезонов, в 1985—1990 годах, возглавлял футбольную команду Сиракьюсского университета.
В 1990—1991 годах работал в Исландии, где был главным тренером клуба «Тиндастоудль» из второго дивизиона. Вернувшись в США, в 1992 году стал сооснователем клуба «Чарлстон Бэттери», выступавшего в USISL. В качестве главного тренера и генерального менеджера выводил клуб в плей-офф лиги дважды — в сезонах 1993 и 1994. По итогам сезона 1994 Ханкинсон был признан тренером года в USISL. В 1995 году занимал должность генерального менеджера клуба «Роли Флайерз».
В 1996 году присоединился к новообразованной MLS в качестве директора по развитию игроков. В феврале 1998 года Ханкинсон был назначен главным тренером команды Эй-лиги «Проджект 40», куда были собраны перспективные молодые американские игроки из клубов MLS.
8 июня 1998 года Ханкинсон сменил на посту главного тренера клуба «Тампа-Бэй Мьютини» Джона Ковальского. 17 ноября 1998 года клуб продлил контракт с ним до конца сезона 2000. В сезонах 1999 и 2000 клуб выходил в плей-офф. 17 октября 2000 года «Тампа-Бэй Мьютини» объявил о непродлении контракта с Ханкинсоном.
20 декабря 2000 года Ханкинсон был назначен главным тренером клуба «Колорадо Рэпидз». Под его руководством клуб выходил в плей-офф три сезона подряд — с 2002 по 2004 год. 9 ноября 2004 года Ханкинсон был освобождён от должности главного тренера «Колорадо Рэпидз».
В марте 2006 года Ханкинсон возглавил сборную Гватемалы до 17 лет. Под его началом сборная неудачно выступила на отборочном турнире юношеского чемпионата КОНКАКАФ 2007.
В феврале 2007 года Ханкинсон вернулся в студенческий футбол, возглавив команду Колледжа Форт-Льюис.
В 2009—2010 годах Ханкинсон вновь работал за границей, тренируя клуб чемпионата Индии «Салгаокар».
14 сентября 2011 года Ханкинсон был назначен первым главным тренером новообразованного клуба Североамериканской футбольной лиги «Сан-Антонио Скорпионс». В своём дебютном сезоне в NASL, в 2012 году, «Скорпионс» выиграли титул победителя регулярного чемпионата, но выбыли из плей-офф в полуфинале. В весенней части сезона 2013 клуб набрал на одно очко меньше победителя, но осеннюю часть сезона начал с четырёх поражений и 27 августа 2013 года Ханкинсон был уволен из «Скорпионс».
В августе 2015 года Ханкинсон возглавил клуб Премьер-лиги Ямайки «Монтего-Бей Юнайтед». Проработав на тренерском посту лишь несколько месяцев, в ноябре 2015 года Ханкинсон покинул «Монтего-Бей Юнайтед».
2 декабря 2015 года Ханкинсон вернулся в NASL, будучи назначенным главным тренером клуба «Инди Илевен». После того как в сезоне 2016 клуб стал победителем весеннего чемпионата, пройдя кампанию без поражений, и попал в финал года, Ханкинсон был назван тренером года в NASL. 9 декабря 2016 года «Инди Илевен» продлил контракт с Ханкинсоном на сезон 2017. 28 ноября 2017 года «Инди Илевен» объявил о непродлении контракта с Ханкинсоном, после того как осенний чемпионат сезона 2017 клуб закончил на последнем месте турнирной таблицы.
В январе 2018 года Ханкинсон вернулся в «Монтего-Бей Юнайтед». В марте 2018 года Ханкинсон покинул «Монтего-Бей Юнайтед», после того как клуб не смог выйти в плей-офф.
11 сентября 2018 года Ханкинсон был назначен главным тренером новообразованного клуба третьего профессионального дивизиона из Чаттануги, позже получившего название «Чаттануга Ред Вулвз». Июнь 2019 года «Ред Вулвз» прошли без поражений — три победы и одна ничья, за что Ханкинсон был назван тренером месяца в Лиге один ЮСЛ. 20 сентября 2019 года «Чаттануга Ред Вулвз» отправили Ханкинсона в оплачиваемый отпуск до конца сезона 2019.
Тим Ханкинсон скончался 22 сентября 2022 года в возрасте 67 лет после продолжительной борьбы с аденокарциномой.

## Достижения
Командные
 «Сан-Антонио Скорпионс»
- Победитель регулярного чемпионата NASL: 2012

 «Инди Илевен»
- Победитель весеннего чемпионата NASL: 2016

Индивидуальные
- Тренер года в USISL: 1994
- Тренер года в NASL: 2016
- Тренер месяца в USL League One: июнь 2019